# Gymnomuraena zebra
Genre
Espèce
Gymnomuraena zebra, communément nommé Murène zébrée ou Murène zèbre, est une espèce de poissons marins de la famille des Muraenidae. C'est la seule espèce de son genre Gymnomuraena (monotypique).

## Description
La Murène zébrée est considérée comme une murène de taille moyenne même si elle peut atteindre une longueur maximale de 150 cm. Toutefois, la taille moyenne couramment observée est plutôt de l'ordre de 50 cm. Elle peut peser 10 kg. La teinte de fond du corps sans écailles de cette murène est noire et entièrement rayée d'étroites lignes blanches. Son museau est court et arrondi. Sa queue est en forme de pagaie.

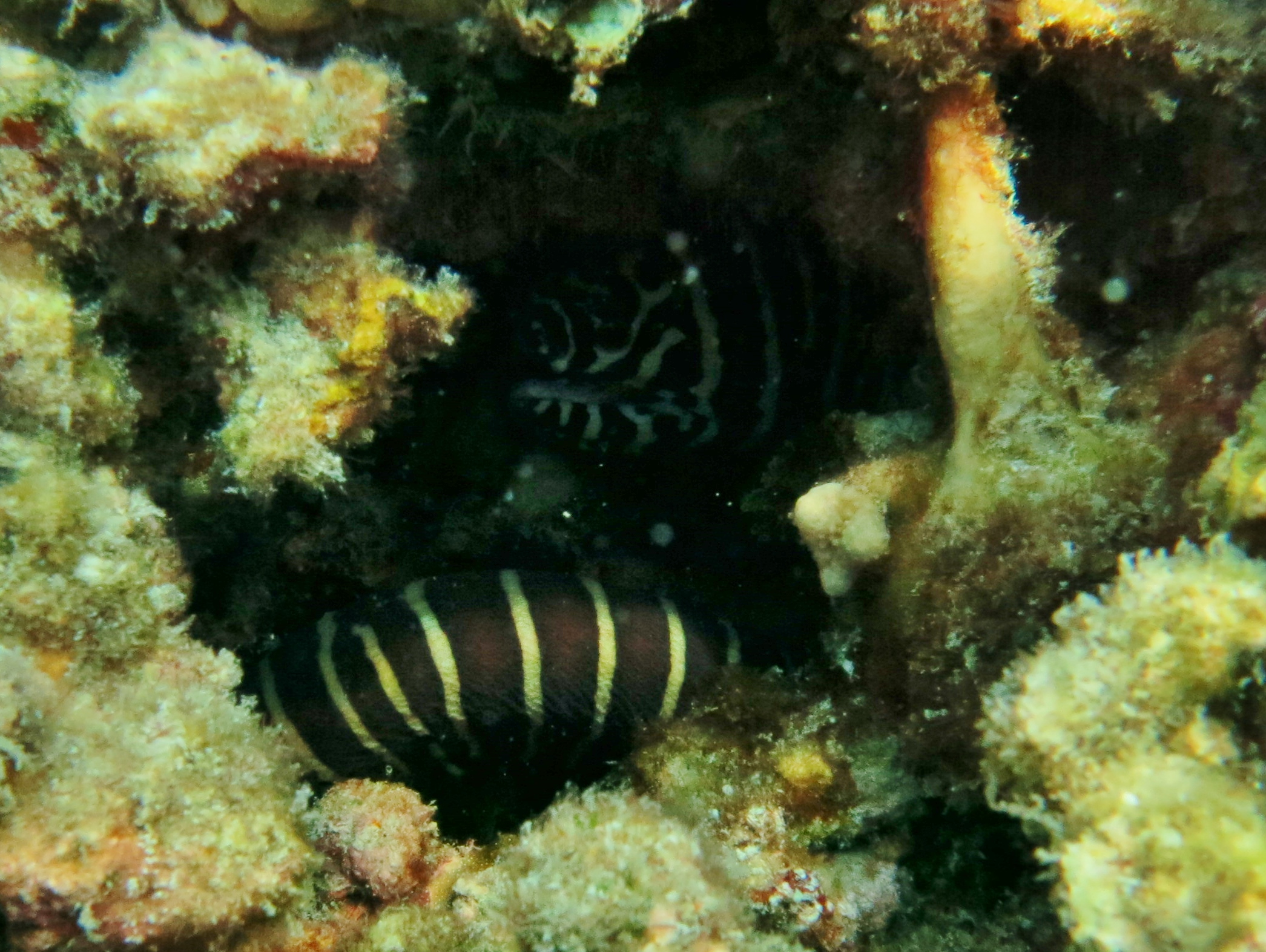
Maldives
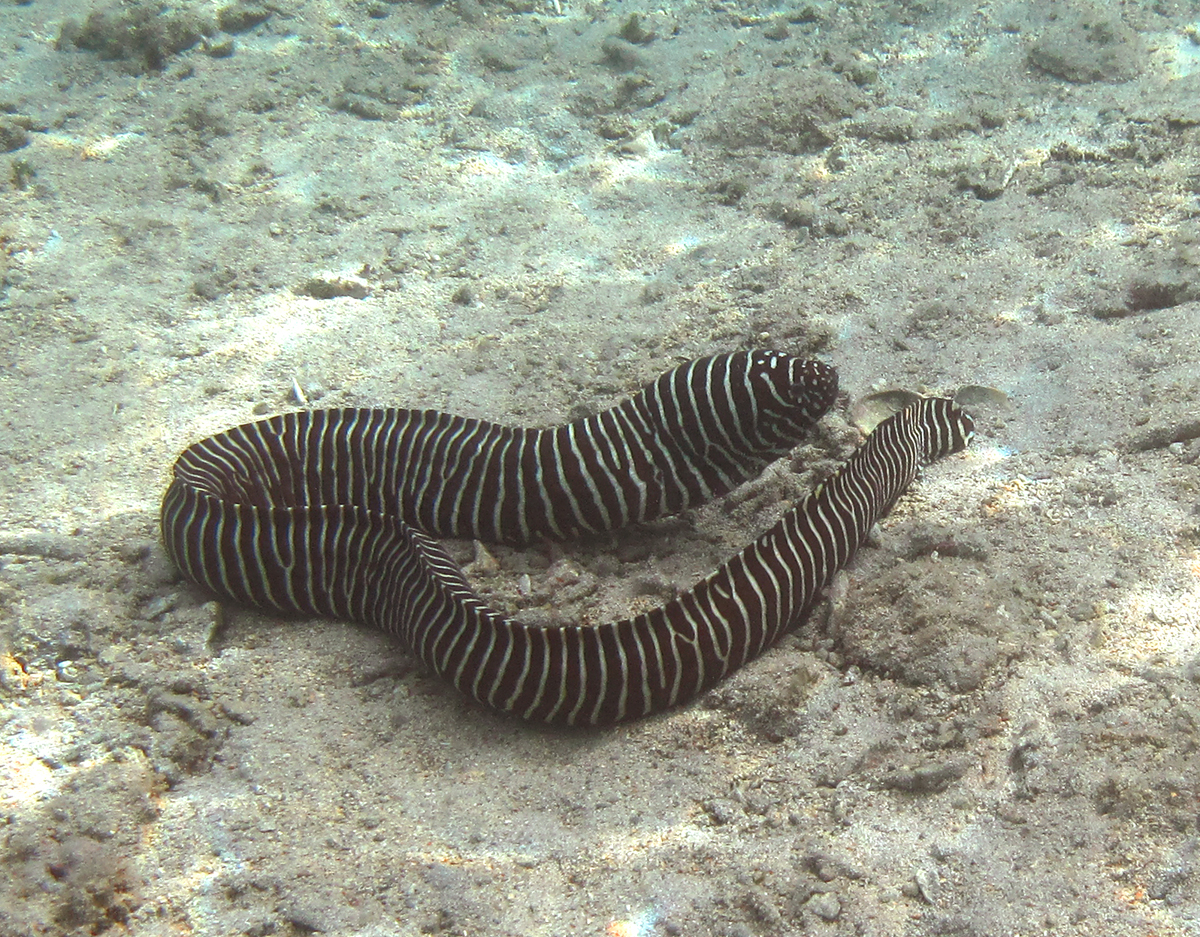
Île de la Réunion
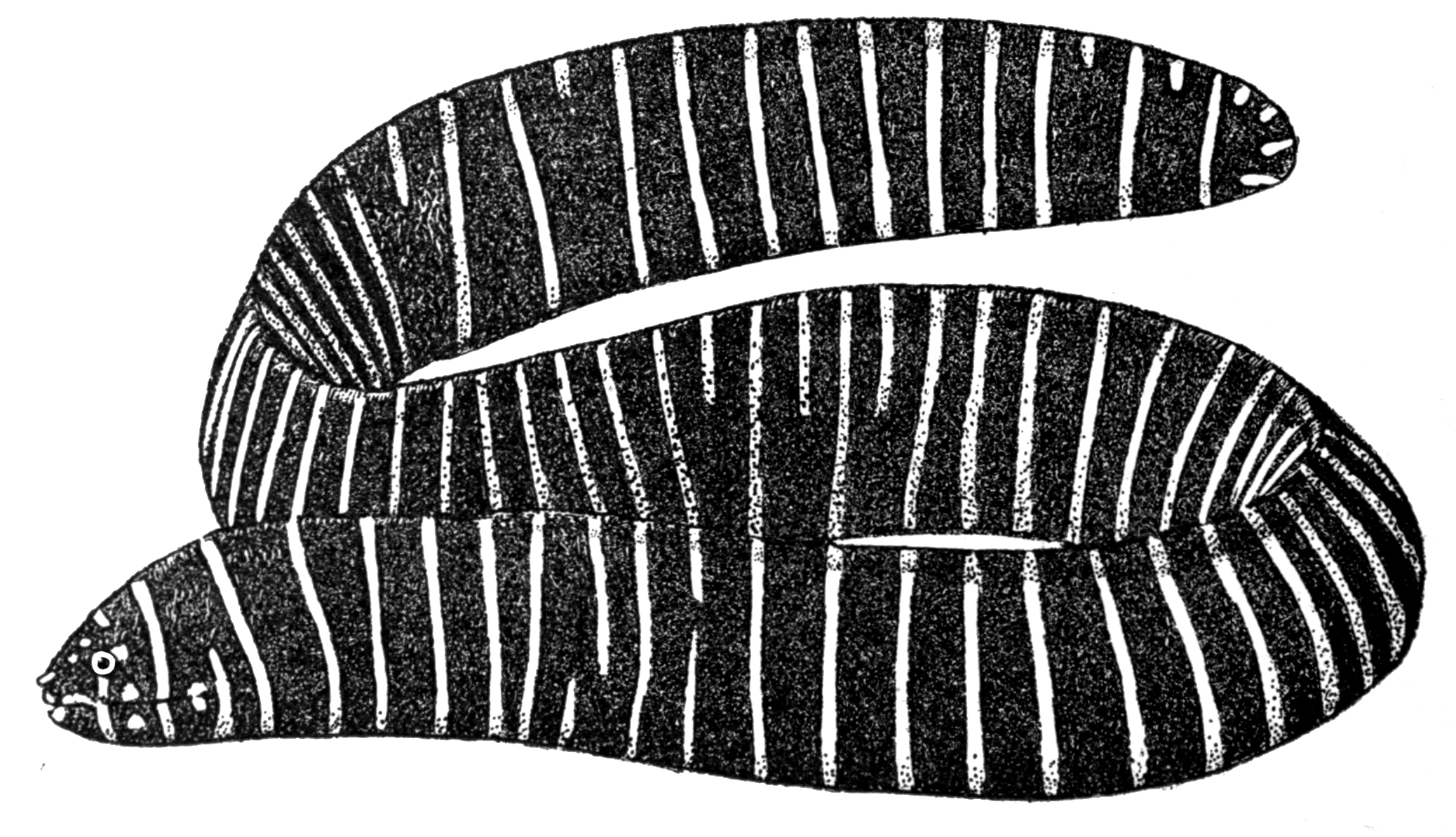
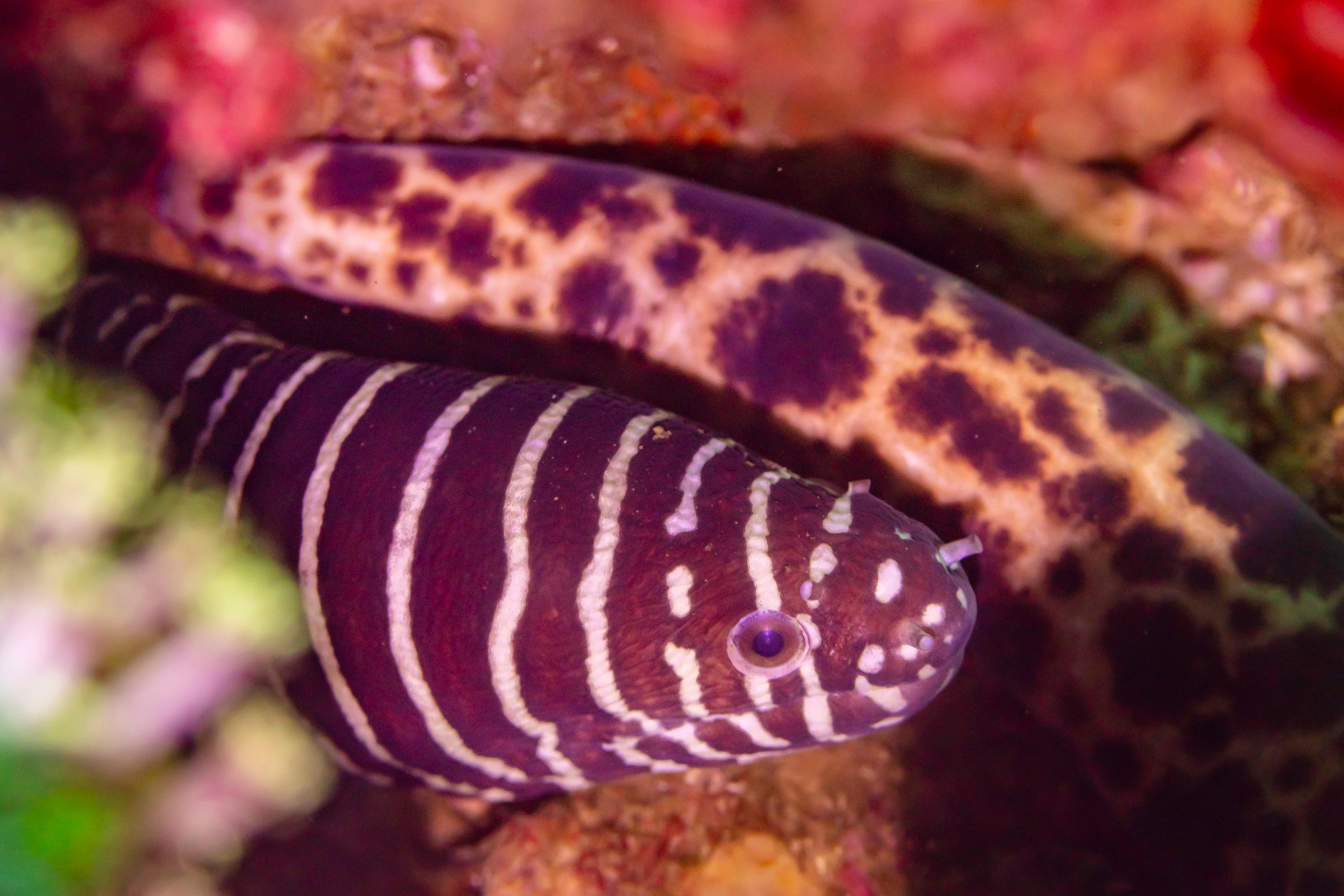
Oman

Elle ne doit pas être confondue avec les anguilles-serpent (Ophichthidae) comme Myrichthys colubrinus.

## Distribution et habitat
La Murène zébrée possède une large zone de répartition. Elle est présente dans les eaux tropicales et subtropicales du bassin Indo-Pacifique et ce jusqu'aux côtes ouest du continent américain, Mer Rouge, Hawaï et îles Galápagos inclus,.
La murène zébrée est un animal benthique, son milieu de prédilection correspond aux zones côtières rocheuses ou récifales en eau peu profonde de 1 à 40 mètres de profondeur.

## Biologie
Gymnomuraena zebra a une activité nocturne et chasse activement ses proies qui peuvent être des crabes, des crustacés, des oursins et autres mollusques,. Elle est souvent nichée dans une anfractuosité rocheuse d'où elle bondit pour saisir sa proie mais elle quitte aussi parfois son repaire pour chasser.